# ジャン・ボードリヤール
ジャン・ボードリヤール（Jean Baudrillard、1929年7月29日 - 2007年3月6日）は、フランスの哲学者、思想家である。『消費社会の神話と構造』（La Société de Consommation 1970）は現代思想に大きな影響を与えた。ポストモダンの代表的な思想家とされる。

## 経歴
マルヌ県ランスの小作農の家に生まれる。ちなみに、父親は下級官吏であった。1948年、ソルボンヌ大学に入学。当初の専攻はドイツ語。
1962年、フェリックス・ガタリとともにフランス中国人民協会を設立。このころより、カール・マルクスやベルトルト・ブレヒトの翻訳を発表する。
1966年、博士号を取得。博士論文は『物の体系』で、審査員はロラン・バルト、ピエール・ブルデュー、アンリ・ルフェーブル。パリ大学ナンテール校でルフェーブルの助手となる。その後、『対象のシステム』を発表し、フェルディナン・ド・ソシュールの記号論を「貨幣は、一定の諸機能において、それ自身のたんなる記号によって置き換えることができる」といったマルクスの価値理論に取り入れた画期的な視点で脚光を浴びる。
1977年、『誘惑論序説――フーコーを忘れよう』を発表。ミッシェル・フーコーの怒りを買う。1986年、ナンテール教授を辞任。
2007年3月6日、パリの自宅で死去。77歳。
大量消費・再生産時代を迎え、商品が使用価値としてだけでなく、記号として立ち現れることを説いた。しかし、アラン・ソーカルらによって、数学・科学用語を不適切に使用しているとの批判を受ける（→ソーカル事件参照）。
1990年代には写真家、写真評論家としても活躍し、写真評論集として『消滅の技法』などがある。
2001年9月11日のアメリカ同時多発テロ事件前から、ワールドトレードセンターのツインタワーについて考察し、クローンやディズニーランド、湾岸戦争からはサダム・フセインのイラクとイスラム教のテロ、グローバリゼーションとアメリカナイゼーションを題材にアメリカや世界自身が持つ問題を積極的に論じた。1992年の『The Illusion of the End』（日本語訳未公刊）では当時のフランシス・フクヤマの歴史の終わりに代表される自由主義への楽観的な見方について批判をしている。
ボードリヤールの哲学は、芸術の分野に影響を与え、1980年代のニューヨークで台頭したシミュレーショニズムの精神的支柱になっており、映画マトリックスのもとにもなった。特に、ウォシャウスキー監督は、ボードリヤールを非常に意識しており、主演のキアヌ・リーブスなどキャスト、クルーのほとんどは『シミュラークルとシミュレーション』を読まされ、台本にもボードリヤールの名前が頻繁に出ている。映画の中でも、『シミュラークルとシミュレーション』が登場するシーンがある。2作目の制作に入る前に、監督はボードリヤール本人に助言を求めたが、ボードリヤール自身は拒否したという。

## 日本との関係
今村仁司らにより日本語訳も多く出され、日本ではとくにニューアカブームの1980年代に人気の思想家だった。堤清二はボードリヤールの著作『消費社会の神話と構造』などに触発されて1980年に無印良品を始めた。1981年に来日し、シンポジウム「ボードリヤール・フォーラム東京81 象徴交換とシミュレーションの時代」を当時若者・消費文化を牽引していた西武百貨店で開催し、広く注目された。阪神・淡路大震災の直後に来日し、「（日本）国家がこれだけ豊かになったのは、市民がそれだけ貧しい状態に置かれていたにすぎなかったからだ」と感想を述べ、富の蓄積はあっても国内での富の再配分に問題があるのではないかと指摘した。1997年にはパルコギャラリーで写真展開催。2003年の来日では、早稲田大学で「暴力とグローバリゼーション」を講演、会場の大隈小講堂を超満員にするほど大学生にも人気があった。

## 著書

### 単著
- 『物の体系――記号の消費 (Le système des objets)』（1968年）

（日本語訳 宇波彰訳、法政大学出版局, 1980年、新装版2008年）
- 『消費社会の神話と構造 (La société de consommation)』（1970年）

（日本語訳 今村仁司・塚原史訳、紀伊國屋書店, 1979年、新装版2015年）
- 『記号の経済学批判 (Pour une critique de l'économie du signe)』（1972年）

（日本語訳 今村仁司・宇波彰・桜井哲夫訳、法政大学出版局, 1982年）
- 『生産の鏡 (Le miroir de la production)』（1973年）

（日本語訳 宇波彰・今村仁司訳、法政大学出版局, 1981年）
- 『象徴交換と死 (L'échange symbolique et la mort)』（1976年）

（日本語訳 今村仁司・塚原史訳、筑摩書房, 1982年／ちくま学芸文庫, 1992年）
- 『誘惑論序説――フーコーを忘れよう (Oublier Foucault)』（1977年）

（日本語訳 塚原史訳、国文社, 1984年）
- 『L’effet Beaubourg』（1977年）
- 『À l'ombre des majorités silencieuses, ou la fin du social』（1978年）
- 『誘惑の戦略 (De la séduction)』（1979年）

（日本語訳 宇波彰訳、法政大学出版局, 1985年）
- 『シミュラークルとシミュレーション (Simulacres et simulation)』（1981年）

（日本語訳 竹原あき子訳、法政大学出版局, 1984年、新装版2008年）
- 『宿命の戦略 (Les stratégies fatales)』（1983年）

（日本語訳 竹原あき子訳、法政大学出版局, 1990年）
- 『アメリカ――砂漠よ永遠に (Amérique)』（1986年）

（日本語訳 田中正人訳、法政大学出版局, 1988年）
- 『L'autre par lui-même』（1987年）
- 『Cool memories : 1980-1985』（1987年）
- 『シミュレーションの時代――ボードリヤール日本で語る』（JICC出版局, 1982年）
- 『透きとおった悪 (La transparence du Mal)』（1990年）

（日本語訳 塚原史訳, 紀伊國屋書店, 1991年）
- 『湾岸戦争は起こらなかった (la guerre du Golfe n'a pas eu lieu)』（1991年）

（日本語訳 塚原史訳、紀伊國屋書店, 1991年）
- 『L'illusion de la fin ou la grève des événements』（1992年）
- 『完全犯罪 (La crime parfait)』（1995年）

（日本語訳 塚原史訳、紀伊國屋書店, 1998年）
- 『芸術の陰謀——消費社会と現代アート(Le complot d'art)』（1997年）

（日本語訳 塚原史訳、NTT出版, 2011年）
- 『消滅の技法 (Photographies - car l'illusion ne s'oppose pas àla réalité)』（1998年）

（日本語訳 梅宮典子訳、パルコ出版, 1997年）
- 『不可能な交換 (L'échange impossible)』（1999年）

（日本語訳 塚原史訳、紀伊國屋書店, 2002年）
- 『パスワード――彼自身によるボードリヤール (Mots de passe)』（2000年）

（日本語訳 塚原史訳、NTT出版, 2003年）
- 『L'esprit du terrorisme』（2002年）
- 『パワー・インフェルノ――グローバル・パワーとテロリズム (Power Inferno)』（2002年）

（日本語訳 塚原史訳、NTT出版, 2003年）
- 『暴力とグローバリゼーション (Violence et mondialisation)』（2003年）

（日本語訳 塚原史訳, NTT出版, 2004年）
- 『明晰さの盟約または悪の知性 (le pacte de lucidité ou l'intelligence du mal)』（2004年）

（日本語訳 塚原史・久保昭博訳、NTT出版, 2008年）
- 『Cool memories V 2000-2004』（2005年）
- 『なぜ、すべてがすでに消滅しなかったのか』（日本語訳 塚原史訳、筑摩書房、2009年）。遺稿集

### 共著
- （吉本隆明）『世紀末を語る――あるいは消費社会の行方について』（紀伊國屋書店, 1995年）
- （マルク・ギヨーム）『世紀末の他者たち』（紀伊國屋書店, 1995年）
- （エドガール・モラン）『ハイパーテロルとグローバリゼーション』（岩波書店, 2004年）
- （ジャン・ヌーベル）『les objets singuliers――建築と哲学 (les objet singuliers - Architecture et philosophie)』（2000年）

（日本語訳 塚原史訳、鹿島出版会, 2005年）

### 共編著
- 『トラヴェルス』全6巻　今村仁司監修、ミシェル・ド・セルトー、パウロ・ファブリ、マルク・ギヨーム、ジルベール・ラスコー、マルク・ル・ボ、ルイ・マランと編集委員 リブロポート

『化粧』（1986年）
『デザイン』（1988年）
『声』上記のほかポール・ヴィリリオ（1988年）
『恐怖』（1989年）山田登世子・下川茂・石井直志訳
『ニッポン』（1990年）山田登世子・坂上桂子・米山親能・柴田道子・永田共子・千石玲子訳
『世紀末の政治』（1992年）永田共子ほか訳　

### 他の作家・作品論
- リチャード・Ｊ．レイン『ジャン・ボードリヤール』塚原史訳、青土社「シリーズ現代思想ガイドブック」 2006年
- 林道郎『死者とともに生きる　ボードリヤール『象徴交換と死』を読み直す』現代書館「いま読む！名著」 2015年
- 『ボードリヤールなんて知らないよ』、クリス・ホロックス解説／ゾラン・ジェヴティック（イラスト）、塚原史訳・解説、明石書店 2011年